# Sergio Yori
Sergio Yori Simonetti (Santiago, Región Metropolitana de Santiago) es un exfutbolista chileno, jugaba de delantero.

## Trayectoria
Estudió en el colegio Hispano Americano.
En 1942 ingresó a las filiales del club Universidad de Chile de la mano del entrenador Luis Tirado, debutó en 1944 y conformo la delantera junto a Ubaldo Cruche, Óscar García, Antonio Álvarez y Ulises Ramos. Siete temporadas en la «U» donde jugó 99 partidos y anotó 30 goles.
En 1951 jugó en el club Green Cross.
En 1953 llegaría al cuadro de Unión Española.

## Selección nacional
Las injusticias siempre se viven, por su baja estatura y conceptos adelantados lo dejaron fuera de las convocatorias a la selección. Actuó tan solo dos veces por la Selección de fútbol de Chile y en ambas fue la figura para los aficionados.

## Clubes
| Club                 | País  | Año       |
| -------------------- | ----- | --------- |
| Universidad de Chile | Chile | 1944-1950 |
| Green Cross          | Chile | 1951-1953 |
| Unión Española       | Chile | 1953      |